# Guaraguao (Guaynabo)
Guaraguao es un barrio ubicado en el municipio de Guaynabo en el estado libre asociado de Puerto Rico. En el Censo de 2010 tenía una población de 4178 habitantes y una densidad poblacional de 920,21 personas por km².

## Geografía
Guaraguao se encuentra ubicado en las coordenadas 18°18′55″N 66°8′2″O / 18.31528, -66.13389. Según la Oficina del Censo de los Estados Unidos, Guaraguao tiene una superficie total de 4,54 km², que corresponden a tierra firme.

## Demografía
Según el censo de 2010, había 4178 personas residiendo en Guaraguao. La densidad de población era de 920,21 hab./km². De los 4178 habitantes, Guaraguao estaba compuesto por el 76,21% blancos, el 13,57% eran afroamericanos, el 0,26% eran amerindios, el 0,05% eran asiáticos, el 0,02% eran isleños del Pacífico, el 6,51% eran de otras razas y el 3,37% pertenecían a dos o más razas. Del total de la población el 99,74% eran hispanos o latinos de cualquier raza.